# Teatre nord de la Guerra de la Revolució Americana després de Saratoga
El Teatre nord de la Guerra de la Revolució Americana després de Saratoga va consistir en una sèrie de batalles entre revolucionaris americans i forces britàniques, de 1778 a 1782 durant la guerra de la Revolució Americana. Es caracteritza per dues àrees d'activitat primàries:
- El primer conjunt d'activitats es va basar al voltant de la base d'operacions britànica a la ciutat de Nova York, on cada bàndol va fer temptejos o diversos moviments prop les posicions de l'altre que de vegades van derivar en accions notables.
- La segona va ser essencialment una guerra fronterera a Upstate New York i a la zona rural del nord de Pennsilvània, que va ser lluitada en gran manera per companyies de milícies estatals i alguns aliats amerindis del bàndol estatunidenc, i companyies lleialistes recolzades per amerindis, agents amerindis britànics i ocasionalment regulars britànics.

L'excepció notable de la participació important de l'Exèrcit Continental a la frontera va ser l'expedició de Sullivan de 1779, en la qual el general John Sullivan va dirigir una expedició de l'exèrcit que va expulsar els iroquesos fora de Nova York. La guerra entre els fragments de les Sis nacions iroqueses va ser particularment brutal, convertint gran part de la població ameríndia en refugiats.
Les úniques altres accions notables es van produir a Nova Anglaterra. Es va fer un intent estatunidenc-francès combinat per expulsar els britànics de Newport (Rhode Island). La batalla de Rhode Island va acabar malament quan la flota francesa va abandonar el combat; el fracàs va fer mal a les relacions estatunidenques. El 1779 els britànics van establir una base al riu Penobscot (al districte del Maine) amb la intenció d'establir-hi una presència lleialista. L'estat de Massachusetts va respondre amb l'amfibia expedició a Penobscot, que va acabar en un complet desastre.
Els britànics van continuar un procés d'atac a les comunitats costaneres de Nova Anglaterra. Un d'aquests atacs va provocar una escaramussa a Freetown (Massachusetts), mentre que altres descendien a les comunitats costaneres de Massachusetts i Connecticut. A la batalla de Groton Heights de 1781, els britànics van ser dirigits pel Benedict Arnold, un natiu de Connecticut, qui va causar danys importants a la ciutat.

## L'estratègia britànica després de Saratoga
Després que el general John Burgoyne va rendir el seu exèrcit després de les Batalles de Saratoga a l'octubre de 1777, França va entrar a la guerra, reconeixent els Estats Units i va entrar en una aliança militar. França va enviar una flota i un exèrcit a través de l'Atlàntic per ajudar els estatunidencs que lluitaven per la independència, a més de realitzar operacions militars al Carib i les Índies Orientals. França també va aplicar pressió sobre Espanya per entrar a la guerra; tot i que això no va passar fins al 1779, les accions espanyoles en altres teatres van estendre encara més els recursos militars britànics.
Aquests canvis estratègics van obligar els britànics a apartar l'atenció de l'Amèrica del Nord, desplaçant tropes, vaixells i recursos per defensar les Índies Occidentals, l'Índia i altres possessions colonials, a més de protegir-se de l'amenaça d'una invasió francesa a la mateixa Gran Bretanya. A Amèrica del Nord, els britànics es van retirar de Filadèlfia el 1778 i van fer de la ciutat de Nova York la seu del teatre d'operacions estatunidenc. Després van iniciar una estratègia cap al sud, en la qual buscaven controlar les colònies de Geòrgia, Carolina del Nord, Carolina del Sud i Virgínia, on creien que el sentiment de lleialisme era fort. Aquesta activitat va constituir la major part de l'activitat militar a Amèrica del Nord durant la resta de la guerra, però les accions i incursions es van produir a partir de fortaleses britàniques al Quebec, Nova York, Rhode Island i Nova Escòcia.
Després de la seva consolidació després del desastre de Saratoga, els britànics van començar a reclutar en gran nombre lleialistes nord-americans i aliats amerindis per compensar la seva manca de tropes de l'exèrcit, i essencialment els van enviar atacar amb incursions assentaments patriòtics a les fronteres. Amb la seva supremacia naval, els britànics també van llançar incursions i accions amfibies contra la costa de Nova Anglaterra.

## L'estratègia estatunidenca després de Saratoga
L'estratègia militar estatunidenca es va eixamplar fins a cert punt després de l'entrada de França a la guerra. Els estats encara eren dominats per l'exèrcit britànic, més gran, que mantenia l'Exèrcit Continental a la defensiva al voltant de Filadèlfia i Nova York. Els britànics van començar a retirar-se de Filadèlfia a principis del 1778, i l'arribada d'una flota francesa a la rodalia de Filadèlfia el juliol va augmentar les perspectives d'acció ofensiva. Mentre que aquestes accions a gran escala van ocupar l'exèrcit, milícies i colons a les fronteres nord i oest de Nova York i Pennsilvània van haver de lluitar contra les incursions d'amerindis i lleialistes organitzades pels britànics de les fortificacions del Quebec.

## Escaramusses als voltants de Nova York
Cadascun dels bandols realitzava temptejos o diversos moviments dissenyats per ocultar seus veritables propòsits a l'altre. El general britànic Henry Clinton va enviar tropes per «netejar aquell niu de pirates rebels» a Little Egg Harbour (Nova Jersey). El 6 d'octubre de 1778, a la batalla de Chestnut Neck, els britànics van destruir alguns subministraments estatunidencs, i el 15 van sorprendre la Legió de Pulaski a la massacre de Little Egg Harbor. Aparentment, com un entreteniment per cridar l'atenció d'aquest atac, Henry Clinton també va enviar tropes al nord de Nova Jersey. Durant aquests moviments, 12 companyies d'infanteria lleugera britànica dirigides per Charles Gray van sorprendre i matar una companyia dragons estatunidencs a la massacre de Baylor el 27 de setembre de 1778.
El maig de 1779, Henry Clinton va capturar un fort avançat a Stony Point (Nova York), que custodiava un costat d'un important punt d'encreuament al riu Hudson. Quan Clinton va debilitar aquesta força per a proporcionar tropes per a les incursions costaneres de William Tryon, George Washington va idear un atac per recuperar la posició. El 16 de juliol de 1779, a la batalla de Stony Point, el fort va ser assaltat i capturat per la infanteria lleugera d'Anthony Wayne. Després, Clinton va retirar les seves forces cap a Nova York com a part del pla per a la invasió dels estats del sud. Més tard el 1779, Henry Lee III va dirigir les tropes estatunidenques en una incursió sorpresa sobre Paulus Hook a l'actual Jersey City (Nova Jersey), que va debilitar el control britànic del nord de Nova Jersey.
A principis del 1780, un atac britànic contra un fort avançat estatunidenc al comtat de Westchester (Nova York), va causar prop de 50 víctimes i 75 presoners a la batalla de Young's House. L'última acció notable a la zona de Nova York va ser un intent dels britànics de recuperar el control del nord de Nova Jersey el juny de 1780, atacant el principal campament de l'Exèrcit Continental a Morristown. La primera embranzida britànica-hessia de Wilhelm von Knyphausen va ser bloquejada a la batalla de Connecticut Farms el 7 de juny. Una segona ofensiva de Knyphausen el 23 de juny es va detenir a la batalla de Springfield després de duríssims combats quan Nathanael Greene va aparèixer a l'escena amb 2.000 soldats. Això va posar fi a les ambicions britàniques a Nova Jersey.
El 21 de juliol de 1780, Wayne amb dues brigades de Pennsilvània i quatre canons van atacar un bloqueig lleialista a Bulls Ferry (Nova Jersey). A la batalla de Bull's Ferry, els 70 tories van suportar una barrera d'artilleria i van repel·lir tots els atacs estatunidencs, provocant 15 morts i 49 ferits mentre que ells van patir només 21 víctimes.

## Les accions costaneres
La costa nord no va veure una gran quantitat d'accions militars després del 1777, tot i que els britànics van executar una sèrie d'incursions contra les comunitats costaneres de Connecticut i Massachusetts, i hi va haver escaramusses ocasionals.
L'arribada de Nova York d'una flota francesa el juliol de 1778 va provocar un furor d'activitat. El general John Sullivan havia estat enviat anteriorment a Rhode Island per organitzar un atac a Newport, ocupat per britànics. Els britànics van atacar els seus magatzems de subministrament, a més de destruir defenses militars i danyar significativament diverses comunitats de la badia Mount Hope. Els esforços de Sullivan es van convertir en el primer gran intent de cooperació francoestatunidenca després que la idea d'un atac a Nova York fos rebutjada. Afrontats pel mal temps i la mala comunicació, les tropes franceses van arribar però no van ser utilitzades, i els estatunidencs, mentre es van retirar després d'un breu esforç fallit de setge a Newport, van lluitar contra una batalla inconclusa amb les forces britàniques a la batalla de Rhode Island. El general Clinton va enviar tropes de Nova York amb la intenció de donar suport a la guarnició de Nova York, però va arribar a Newport després que els estatunidencs fossin expulsats. En canvi, Clinton va ordenar aquestes tropes a realitzar una incursió (dirigida també pel general Gray) contra New Bedford (Massachusetts) i Martha's Vineyard el setembre de 1778. També va ordenar una sèrie d'incursions a la costa de Connecticut dirigits per William Tryon el 1779. La incursió més devastadora va ser contra New London el 1781, dirigit pel general britànic Benedict Arnold.
L'estiu de 1778, els planificadors militars britànics a Londres van començar a desenvolupar plans per a un nou assentament lleialista a la badia de Penobscot. Es va organitzar una expedició a principis del 1779 i, el 30 de maig, una flota que transportava tropes i subministraments va sortir de Halifax (Nova Escòcia). Arribades aproximadament dues setmanes després, els britànics van establir una sèrie de fortificacions al costat est de la badia. L'estat de Massachusetts va organitzar una expedició per expulsar els britànics amb el mínim suport del Congrés Continental. Aquesta expedició va acabar en desastre, amb la flota sencera destruïda i gairebé la meitat dels homes de l'expedició morts, capturats o ferits. Va ser la pitjor derrota d'una força naval estatunidenca fins al segle xx. El fracàs de l'expedició es va atribuir a la manca de comandaments ben definits entre la terra i els components navals, i la manca de voluntat del Comodor Dudley Saltonstall d'atacar la flota britànica que havia arribat de relleu.

## La guerra fronterera

### L'ampliació del paper dels amerindis americans
Després de la campanya de Saratoga, va sorgir una guerra fronterera. Abans de la campanya de Burgoyne, el governador del Quebec, Guy Carleton, va restringir prèviament el seu govern al territori del Quebec (que aleshores abastava les terres iroqueses que ara són a l'oest de Nova York, Ohio i al nord-oest de Pennsilvània). Carleton fou, però, ordenat pel secretari d'estat George Germain (qui ostentava un intens odi polític i personal vers Carleton i li havia denegat el comandament donat a Burgoyne) per ampliar el reclutament. Carleton ho va fer, encoratjant i finançant John Butler a Fort Niagara amb aquesta finalitat. Alguns d'aquests reclutes es van unir a Burgoyne, mentre que d'altres es van unir a Barry St. Leger al seu setge igualment infructuós de Fort Stanwix l'agost de 1777. La cruenta Batalla d'Oriskany, es va combatre principalment entre amerindis del bàndol britànic i la milícia del Comtat de Tryon acompanyada d'alguns oneidas, fet que va exposar fractures dins la confederació iroquesa i van suposar l'inici d'una cruenta guerra civil entre iroquesos.
Tot i que encara hi havia interessos tribals que volien mantenir-se neutrals, els clars defensors de la guerra, inclòs el líder dels mohawks, Joseph Brant, i la persuasió continuada de John Butler (que incloïa molts regals i l'ús del licor per debilitar la resolució nativa), van convèncer molts dels iroquesos, en particular els senecas i els cayuga, per lluitar junt amb els britànics. Aquestes forces van ser dirigides principalment pels líders dels caps de guerra Cornplanter i Sayenqueraghta, tot i que Brant dirigia un contingent de mohawks i una petita força de fidels coneguts com a voluntaris de Brant. La contractació de lleialistes de Brant a vegades el posava en contradicció amb els Butlers, que també reclutaven lleialistes per a les seves companyies de rangers.

### Les incursions a les valls, 1778

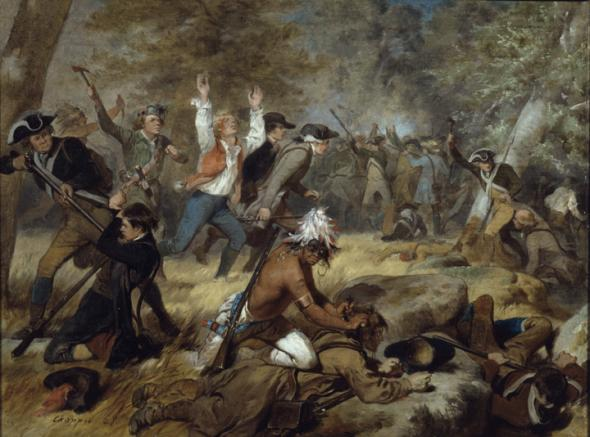
Joseph Brant i els seus voluntaris lleialistes atacant colons patriotes a la frontera de Nova York en el que es coneixeria com a massacre de Wyoming (3 de juliol de 1778)

Aquestes forces es van dedicar a realitzar incursions destructives sobre assentaments perifèrics de Nova York i Pennsilvània a les valls del Mohawk, Susquehanna, Delaware i de la part superior del riu Hudson, conegudes com «L'incendi de les valls». Aquestes incursions tenien l'objectiu de destruir granges i conreus i interrompre el flux de subministraments a les forces estatunidenques. Aquestes operacions es van realitzar principalment sota el lideratge de John Butler, el seu fill Walter, o sota la direcció d'un dels caps de guerra. El van subministrar els britànics del Quebec i les simpatitzants comunitats lleialistes i índies. Aquestes incursions de vegades es van creuar al territori de l'actual Vermont, territori que formalment va ser reclamat per Nova York però recentment s'havia proclamat independent de Nova York després de molts anys de disputa. Els colons de la frontera van organitzar milícies per defensar-se, i van tenir el suport d'uns quants regiments de l'Exèrcit Continental amb seu a Fort Schuyler, Cherry Valley i Wyoming Valley (actualment part de Pennsilvània però després disputats entre aquest estat i Connecticut). Aquestes defenses van ser en gran manera inefectives per evitar que els assaltants actuessin, però a vegades les comunitats eren avisades d'atacs imminents pels oneidas, la majoria dels quals tenien simpatia pels estatunidencs.
El 1778, Brant va reclutar una força mixta de lleialistes i iroquesos, i va iniciar les seves incursions frontereres amb un atac a Cobleskill (Nova York) el maig de 1778, i els senecas van operar a la vall del riu Susquehanna, i van expulsar els pobladors fora de l'actual comtat de Lycoming (Pennsilvània) en una sèrie d'accions que es van fer conegudes com el Big Runaway. Els Butlers i sènecas es van unir a principis de juliol per atacar Wyoming Valley. Tot i que Brant no hi era present, les atrocitats que afirmaven haver-se comès allí van contribuir a la seva reputació de «monstre», i els sèneca es va indignar davant de falses acusacions d'haver comès atrocitats.
Brant va unir esforços amb alguns dels Rangers de Butler per atacar German Flatts a principis de setembre. Les autoritats de Nova York van respondre a les activitats de Brant destruint les ciutats índies d'Unadilla i Onaquaga a l'octubre; aquells pobles havien estat utilitzats per Brant i els Butlers com a bases d'operacions. Brant, els Butlers i alguns sènecas es van unir per venjar-se participant en un atac important a Cherry Valley a principis de novembre en el qual es van assassinar fins a 30 civils durant l'acció. Les forces britàniques de la zona de Mont-real dirigides pel major Christopher Carleton van assaltar les comunitats a la vall del riu Hudson a l'octubre.

### L'expedició de Sullivan, 1779
La brutal guerra de fronteres va provocar una crida al Congrés Continental perquè l'exèrcit prengués un paper actiu. El 1779, George Washington va enviar al general John Sullivan en una expedició punitiva per suprimir els atacs dels indis. Sullivan i les seves tropes van destruir sistemàticament els pobles iroquesos, expulsant amb èxit els iroquesos al nord, cap al Quebec. En l'única gran acció d'aquesta expedició, les forces de Sullivan van derrotar les dels Butlers i Brant a la batalla de Newtown. Brant va dirigir incursions específicament contra els pobles dels oneidas i tuscaroras, que van donar suport a la causa estatunidenca. Aquesta destrucció de pobles indis a banda i banda va despoblar eficaçment bona part del territori iroquès a mesura que els supervivents dels atacs es van convertir en refugiats, però l'expedició de Sullivan va fracassar en el seu objectiu d'aturar o reduir la freqüència dels atacs fronterers. A l'abril, uns mesos abans de l'expedició de Sullivan, el coronel estatunidenc Van Schaick va dirigir una expedició de més de 500 soldats contra els onondagas, destruint diversos pobles.

### La continuació de les incursions
Els Butlers van continuar atacant les zones frontereres de Nova York mentre Brant es va tornar més actiu al front oest. A principis d'abril de 1782, Anne Hupp va defensar el búnquer del fort de Miller contra un atac indi shawnee durant més de 24 hores el 1782 mentre estava embarassada de vuit mesos, després que el seu marit fos assassinat.
Fins i tot després que es pactés la pau preliminar el 1782, Brant va intentar continuar la guerra, però es va veure obligat a abandonar l'esforç quan els britànics van deixar de subministrar-li.